# ЮНІСЕФ

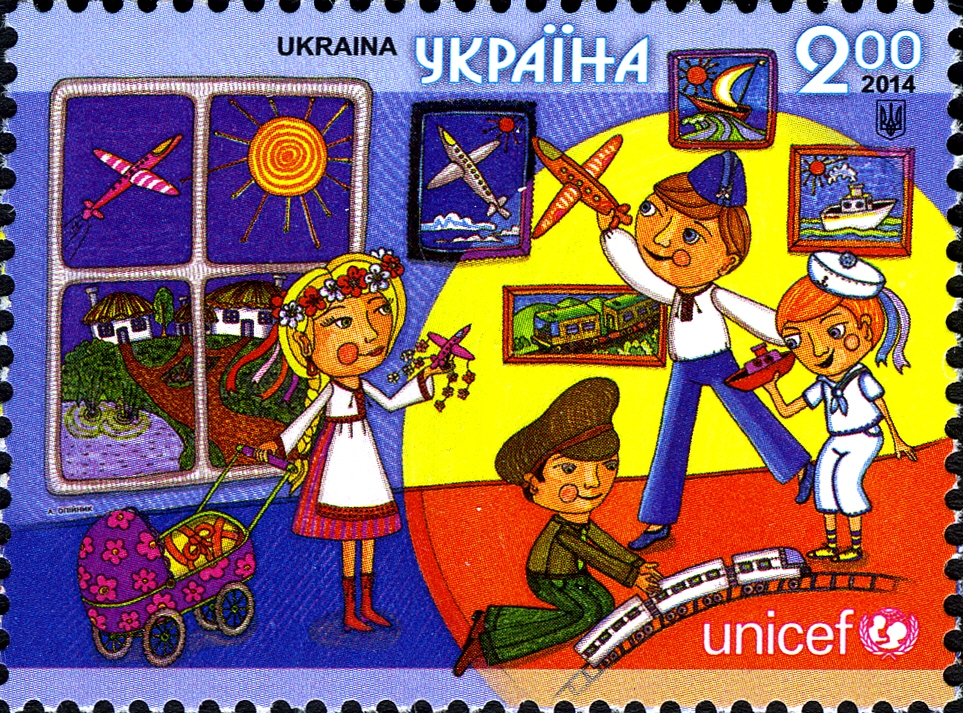
Марка Укрпошти (2014)

Дитя́чий фонд ООН, ЮНІСЕФ (англ. United Nations International Children's Emergency Fund, UNICEF, вимовляється [ˈjuːnɨsɛf]) спеціалізована структура ООН, створена 11 грудня 1946 року. У 1953 році, після входження до системи ООН, офіційною назвою є United Nations Children's Fund, проте абревіатура залишилася від попередньої назви.
ЮНІСЕФ є світовим лідером із захисту прав та інтересів дітей, який працює у понад 190 країнах і територіях світу заради захисту й підтримки дітей з моменту їх народження і до початку дорослого життя. До вирішення дитячих проблем ЮНІСЕФ залучає найширше коло тих, хто може і повинен подбати про майбутнє нових поколінь, активно співпрацюючи з урядами і науковими установами, бізнесом і громадськими організаціями, лікарнями і навчальними закладами, інформуючи про проблеми дітей, пропонуючи перевірені й ефективні рішення, стимулюючи законодавчі зміни. Фонд надає допомогу дітям держав, що розвиваються. Фонд є лауреатом Нобелівської премії Миру 1965 р.
Діяльність ЮНІСЕФ фінансується за рахунок добровільних внесків фізичних осіб, підприємств, фондів та урядів.